# Волейбол на летних Олимпийских играх 2024 (составы, женщины)
На этой странице приведены составы женских команд, которые принимали участие в турнире по волейболу на XXXIII Олимпийских играх в Париже.
Сборным было разрешено задействовать 12 волейболисток, а также одну запасную, которая имела право войти в заявку в случае травмы или болезни одного из игроков. Указаны клубы, в которых волейболистки выступали в сезоне-2023/24.

## Бразилия
Главный тренер: Зе Роберто, тренеры: Пауло Баррос, Вагнер Коппини Фернандес. 

## Доминиканская Республика
Главный тренер: Маркос Квик (Бразилия), тренеры: Вагнер Роша Пашеко (Бразилия), Вильсон Санчес Дуран. </ref>. 
26 июля центральная блокирующая Лисвель Эве была исключена из заявки из-за положительной допинг-пробы на фуросемид. В составе доминиканской команды её заменила Жеральдин Гонсалес<ref>Доминиканская волейболистка Лисвел Эва пропустит Олимпиаду из-за допинга. Бизнес Online (28 июля 2024). Дата обращения: 1 августа 2024.

## Италия
Главный тренер: Хулио Веласко, тренеры: Массимо Барболини, Лоренцо Бернарди. 

## Кения
Главный тренер: Джафет Мунала, тренер: Джеймс Бараса. 

## Китай
Главный тренер: Цай Бинь, тренеры: Лай Явэнь, Чжи Юань. 

## Нидерланды
Главный тренер: Феликс Козловски (Германия), тренеры: Эрик Мейер, Хиль Феррер Кутиньо (Куба). 

## Польша
Главный тренер: Стефано Лаварини (Италия), тренеры: Никола Веттори (Италия), Бартош Суфа. 

## Сербия
Главный тренер: Джованни Гуидетти (Италия), тренеры: Саим Паккан (Турция), Елена Благоевич. 

## США
Главный тренер: Карч Кирай, тренеры: Тамари Мияширо, Эрин Вирчу. 

## Турция
Главный тренер: Даниэле Сантарелли (Италия), тренеры: Андреа Дзотта (Италия), Реджеп Ватансевер. 

## Франция
Главный тренер: Эмиль Руссо (Бельгия), тренеры: Феликс Андре, Шарль Готье. 

## Япония
Главный тренер: Масаёси Манабэ, тренеры: Юкито Токумото, Ген Кавакита. 